# Colony of Birchmen
Colony of Birchmen ist ein Lied der US-amerikanischen Progressive-Metal-/Sludge-Band Mastodon. Es ist die dritte Singleauskopplung aus ihrem dritten Studioalbum Blood Mountain.

## Entstehung und Hintergrund
Das Lied wurde im Herbst 2005 geschrieben und aufgenommen. Text und Musik wurden von allen vier Bandmitgliedern beigesteuert. „Colony of Birchmen“ ist eine Hommage an das Lied „The Colony of Slippermen“ der britischen Band Genesis. Schlagzeuger Brann Dailor bezeichnete das Genesis-Album The Lamb Lies Down on Broadway als sein Lieblingsalbum aller Zeiten. Als Gastsänger ist Josh Homme von der Band Queens of the Stone Age zu hören. Produziert wurde das Lied von Matt Bayles.
Für das Lied wurde ein Musikvideo gedreht. Hierbei sieht man die Band in einer Höhle spielen. Auf der Oberfläche befindet sich ein Wald, wo bei den dort lebenden Menschen und Bäumen seltsame Dinge passieren. Regie führten Jonathan Rej and Tom Bingham. „Colony of Birchmen“ wurde bei den Videospielen Rock Band 2 und Saints Row 2 verwendet.

## Rezeption
Für Daniel Thalheim vom Onlinemagazin Bloodchamber.de wirkt das Lied „besonders lässig“ und scheint dem Écriture automatique verschrieben zu sein. Roland Wiesmüller von Onlinemagazin Metal1.info bezeichnete „Colony of Birchmen“ als „Übersong“, der mit einem Riff startet, dass ihn „vor Ehrfurcht auf die Knie fallen lässt“.
Das Lied wurde für den Grammy Award in der Kategorie Best Metal Performance nominiert. Der Preis ging jedoch an die Band Slayer für das Lied „Eyes of the Insane“.